# Mörk dyngrässkinnbagge
Mörk dyngrässkinnbagge (Dimorphopterus spinolae) är en insektsart som först beskrevs av Victor Antoine Signoret 1857.  Mörk dyngrässkinnbagge ingår i släktet Dimorphopterus, och familjen fröskinnbaggar. Enligt den svenska rödlistan är arten starkt hotad i Sverige. Arten förekommer i Götaland. Artens livsmiljö är havsstränder.